# Archibald Armstrong
 (août 2021).
Si vous disposez d'ouvrages ou d'articles de référence ou si vous connaissez des sites web de qualité traitant du thème abordé ici, merci de compléter l'article en donnant les références utiles à sa vérifiabilité et en les liant à la section « Notes et références ».
Archibald Armstrong (ou Amstrong) naquit à Arthuret dans le Cumberland au début du XVIIe siècle. Communément appelé "Archy" ou "Archée", il fut bouffon de Jacques Ier, roi d'Angleterre. À la mort de ce dernier, il se mit au service de l'archevêque William Laud, contre lequel il publia un pamphlet. Son successeur fut John Muckle. Archibald Armstrong mourut en 1672.